# Picot de corona roja
El picot de corona roja (Melanerpes rubricapillus) és una espècie d'ocell de la família dels pícids (Picidae) que habita boscos, matolls, manglars i encara ciutats de la zona Neotropical, des del sud-oest de Costa Rica, cap al sud, a través de Panamà, nord de Colòmbia i de Veneçuela, Tobago, Guyana i Surinam.